# Wonderwall
«Wonderwall» és una cançó del grup de britpop Oasis. Va ser escrita per Noel Gallaagher i és una de les cançons més populars de la banda. La cançó va ser produïda per Gallagher i Owen Morris per al segon àlbum d'estudi del grup (What's the Story) Morning Glory?, publicat el 1995. Segons Gallagher, «Wonderwall» descriu «un amic imaginari que vindrà a salvar-te de tu mateix».
La cançó va ser llançada com el quart senzill de l'àlbum el 30 d'octubre de 1995. «Wonderwall» va encapçalar les llistes a Austràlia i Nova Zelanda i va arribar al top 10 en 13 països més, així com el número 2 al UK Singles Chart. El senzill va ser certificat com a sèxtuple platí per la Indústria Fonogràfica Britànica i or per la Recording Industry Association of America.
El videoclip de la cançó va ser rodat pel director Nigel Dick a la unitat 217B de Woolwich, el 30 de setembre de 1995, durant el breu període en què el baixista Guigsy va deixar la banda per neurastènia i va ser substituït per Scott McLeod, que apareix al videoclip juntament amb els altres quatre membres del grup. La cançó va guanyar el British Video of the Year als Brit Awards de 1996.
Alguns artistes també n'han fet versions, com Ryan Adams, Cat Power, Paul Anka i Brad Mehldau. L'octubre de 2020, es va convertir en la primera cançó de la dècada del 1990 que va arribar als mil milions de reproduccions a Spotify.
«Wonderwall» és la cançó que el Minnesota United Football Club de la Major League Soccer canta després de cada victòria a casa. També sona després de tots els partits a casa del Manchester City Football Club.